# Phyllis Ackerman
Phyllis Ackerman (Oakland, 1893-Shiraz, 25 de enero de 1977) fue una historiadora de arte, diseñadora de interiores y autora estadounidense. Era una estudiosa del arte y la arquitectura persa y trabajó junto a su marido Arthur Upham Pope. Su legado fue el de editora de la publicación de seis volúmenes, A Survey of Persian Art (1939).

## Biografía

### Primeros años
Nació en 1893 en Oakland, California. Asistió a la Universidad de California en Berkeley e inicialmente estudió matemáticas. Mientras estaba allí, conoció al miembro del profesorado Arthur Upham Pope, quien la convenció de cambiar el estudio de las matemáticas por el de la filosofía. Recibió en 1917 un doctorado, y su tesis se tituló Hegel and Pragmatism.
En 1916, junto a Pope escribió un catálogo para la colección de alfombras orientales de Phoebe Hearst que se exhibió en el Palacio de Bellas Artes de San Francisco. Se casó con Arthur Upham Pope en 1920 y trabajó estrechamente con él a lo largo de su carrera. En 1920, se desempeñó como columnista de arte para el periódico The New York Globe.

### Carrera
A lo largo de su carrera se centró en tapices y textiles de Europa y Asia. En 1922 escribió el catálogo de una exposición sobre tapices del período gótico en el Palacio de Bellas Artes de San Francisco.
A mediados de la década de 1920, comenzó a publicitar su experiencia en artes y decoración persas, sintiéndose atraída por las artes persas debido a su amor por las alfombras. En 1926, junto a su esposo organizaron la primera exposición de arte persa en el Museo de Arte de Pensilvania. Ese mismo año, en 1926, ayudaron a crear el Primer Congreso Internacional de Arte Oriental (también conocido como el Congreso Internacional de Arte y Arqueología Iraní).
En 1930, mientras viajaba por el El Cairo se enfermó de una rara forma de polio. Ackerman, quien tenía 36 años en ese entonces y luchaba por recuperarse durante su estancia en París, logró aprender a caminar de nuevo a pesar de un pronóstico médico negativo.
En 1936, se le concedió la Insignia de la Orden del Mérito Científico (Nešān-e ʿelmi, Primera Clase) en Irán.

#### Hotel Ahwahnee
En 1927, junto a su esposo participó en el diseño interior y la decoración del Hotel Ahwahnee en el Parque Nacional de Yosemite. Fueron responsables de los detalles del diseño, como los colores, los pisos, las telas, las alfombras, los acabados, entre otros más. Las alfombras utilizadas en todo el hotel eran kilims, soumaks y otras alfombras de tejido plano procedentes de Oriente Próximo. Querían utilizar alfombras Navajo, pero su producción tardaba mucho más y no venían en tamaños más grandes. Gran parte del diseño del hotel se inspiró en la estética y el arte persas, y fue una mezcla de estilos Art Decó, nativos americanos,de Medio Oriente y Arts and Crafts.
La fotografía de Ansel Adams documentó los diseños en el momento de la inauguración. Desde 1927 hasta aproximadamente 1939, al comienzo de la Segunda Guerra Mundial, el hotel mantuvo el diseño interior de Pope y Ackerman. Durante la Segunda Guerra Mundial, el hotel trasladó las decoraciones a un almacén y utilizó el espacio como hospital militar.

#### Instituto de Asia
En 1928 fundó junto a su esposo el Instituto Asia como parte del Instituto Americano de Arte y Arqueología Persa.
En 1964, realizaron una visita de Estado a Irán, momento en el que la familia real Pahlavi les pidió que revivieran el Instituto Asia en Shiraz, que formaba parte de la Universidad Pahlavi. En 1966, se mudó a Irán para acompañar a su esposo, quien se desempeñaba como director del programa.

#### A Survey of Persian Art(1939-1960)

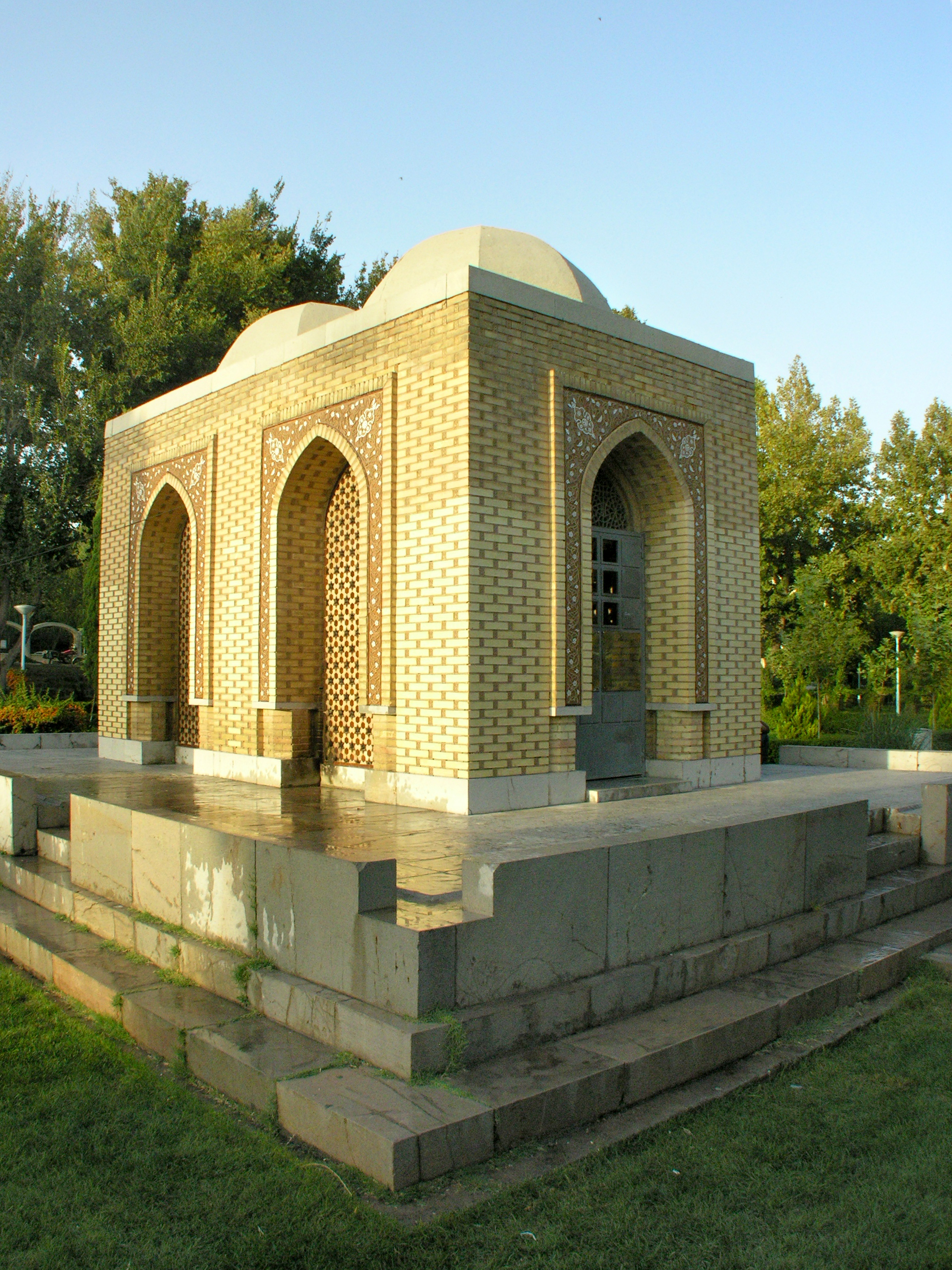
El Mausoleo Pope-Ackerman (2008), cerca del Puente Khaju en Isfahán, Irán

Fue editora asistente de la serie de libros de seis volúmenes, A Survey of Persian Art (Oxford University Press, publicada por primera vez en 1939). Esta fue la publicación más grande y más importante dedicada a la cultura persa, y contó con 71 autores colaboradores.

### Últimos años
Tras fallecer su esposo en 1969 permaneció en Irán, donde vivió de una pensión concedida por el gobierno iraní y Shahbanu Farah. Falleció en Shiraz el 25 de enero de 1977.
La pareja fue enterrada en el mausoleo honorario Pope-Ackerman, cerca del Puente Khaju a lo largo del río Zayandeh en Isfahán, Irán.

## Controversia
En las décadas de 1920 y 1930, junto a su esposo compraron obras de arte y las vendieron a coleccionistas y museos para financiar el Instituto de Asia, así como el Estudio de Arte Persa. Algunos de los objetos vendidos por la pareja luego resultaron ser falsificaciones bien hechas. Ella había escrito en libros sobre algunas de estas falsificaciones y no está claro si sabían que eran obras modernas.
En 2014, Richard Nelson Frye murió en Boston, ex profesor de la Universidad de Harvard, historiador del arte persa y segundo director del Instituto Asia. Quería ser enterrado junto a Pope y Ackerman en el mausoleo. Sin embargo, en 2014, los líderes políticos iraníes calificaron a Frye de "agente de la CIA", lo que provocó un levantamiento y vandalismo en el Mausoleo Pope-Ackerman.

## Publicaciones
- Ackerman, Phyllis (1933). Tapestry: The Mirror of Civilization. New York City, NY: Oxford University Press. ISBN 9780404002794.[5]
- Ackerman, Phyllis (1945). Ritual Bronzes of Ancient China. New York City, NY: The Dryden Press. OCLC 458360754.
- Ackerman, Phyllis (1947). «Masterpieces of Persian Art». The Art Bulletin. ISSN 0004-3079. doi:10.2307/3047102.[12]